# Ширли, Вашингтон, 5-й граф Феррерс
Вице-адмирал Вашингтон Ширли, 5-й граф Феррерс (англ. Washington Shirley, 5th Earl Ferrers; 26 мая 1722 — 1 октября 1778) — британский военно-морской офицер, масон, пэр и астроном-любитель.

## Биография
Старший сын достопочтенного Лоуренса Ширли (1693—1743), десятого (младшего) сына Роберта Ширли, 1-го графа Феррерса (1650—1717). Его матерью была Энн Кларджес (ок. 1695—1782), дочь сэра Уолтера Кларджеса, 1-го баронета.
Около 1738 года он поступил на службу в военно-морской флот и к 1741 году дослужился до звания второго лейтенанта, к 1746 году — до звания первого лейтенанта, и далее, до контр-адмирала в 1771 году и вице-адмирала в 1775 году.
Через две недели после казни его старшего брата, Лоуренса Ширли, 4-го графа Феррерса (1720—1760), в 1760 году, Вашингтон Ширли занял его место в Палате лордов и стал новым графом Феррерс. Король Великобритании Георг III даровал ему поместья, ранее отобранные у брата.
Вашингтон увлекался астрономией, у него был собственный планетарий В 1761 году он был избран в Королевское сообщество за свою работу о наблюдениях за прохождением Венеры. Джозеф Райт изобразил его на картине «Философ, объясняющий модель Солнечной системы» (самая левая фигура).
Вашингтон Ширли был женат на Энн Эллиот, дочери Джона Эллиота.
Лорд Феррерс умер в 1778 году в Чартли-Мэнор-Плейс, Стаффордшир, в возрасте 56 лет и был похоронен в Стонтон-Гарольде. Так как у лорда и леди Феррерс не было детей, после его смерти титул перешёл к его младшему брату Роберту Ширли, 6-му графу Феррерсу (1723—1787).